# Yokosuka D3Y
Yokosuka D3Y Myojo (Minh Tinh) là một loại máy bay ném bom bổ nhào/huấn luyện hai chỗ ngồi của Hải quân Đế quốc Nhật Bản. Do Xưởng kỹ thuật Hàng không Hải quân Yokosuka thiết kế chế và tạo, nó được dựa trên máy bay Aichi D3A nhưng được lắp ráp bằng gỗ nhằm tiếp kiệm tài nguyên cho các vũ khí chiến tranh tuyền tuyến. Khi Đế quốc Nhật đầu hàng năm 1945, toàn bộ dự án bị đóng băng với chỉ năm chiếc máy bay được hoàn thành với tên gọi Máy bay ném bom huấn luyện hải quân Myojo Kiểu 99 Mẫu 22

## Thiết kế và phát triển
D3Y được thiết kế làm máy bay huấn luyện ném bom nhất là cho phi công lái dòng D3A nhưng điều kiện tài nguyên của Nhật lúc bấy giờ không cho phép việc phí phạm nhôm đang cần cho máy bay tiền tuyến. Nhóm thiết kế lấy ý tưởng máy bay bằng gỗ từ chiếc De Havilland Mosquito, quyết định sử dụng gỗ làm vật liệu chính và việc bắt đầu thiết kế vào năm 1942.
Giống như chiếc D3A, dòng D3Y là máy bay cánh đặt thấp một tầng với hai chỗ ngồi. Hệ thống hạ cánh của nó bao gồm hai bánh xe cố định đặt ở phía trước và một bánh xe nhỏ đặt ở phía sau. Để máy bay có thể được lắp ráp bởi thợ không tay nghề, bộ cánh hình elip và đuôi tròn của chiếc D3A được thay bằng thiết kế thẳng thon lại ở mũi. Ngoài ra, thân máy bay còn được kéo dài để tăng độ cân bằng của máy bay.
Hai máy bay thử nghiệm được hoàn thiện trong năm 1944 nhưng đề nặng hơn dự kiến. Ba máy bay sản xuất đại trà được hoàn thành và giao cho Không lực Hải quân Đế quốc Nhật Bản với một số sửa đổi nhằm giảm trọng lượng. Chúng đưa vào phục vụ trước khi chiến tranh kết thúc với tên gọi Máy bay ném bom huấn luyện hải quân Kiểu 99 Myojo Mẫu 22.

### Tên gọi
Do là biến thể của chiếc Aichi D3A, chiếc Myojo thừa hưởng các tên và định danh của chiếc máy bay Aichi.

#### Tên mã
Chiếc D3Y thừa hưởng mã D3 nghĩa rằng nó thuộc dòng máy bay ném bom trên tàu sân bay đời thứ 3 của Hải quân Đế quốc Nhật. Chữ Y thể hiện nó được thiết kế và sản xuất bởi Quân xưởng kỹ thuật Yokosuka thay vì hãng Aichi. Bản thử nghiệm D3Y1 chỉ đây là biến thể đầu tiên của dòng máy bay và phiên bản cảm tử là phiên bản thứ hai nên được đặt mã là D3Y2-K. Chữ -K thể hiện nó là biến thể huấn luyện của chiếc D3A. Mã D5Y được đặt cho dòng máy bay sau khi thiết kế trở nên quá khác với thiết kế D3A gốc, công nhận nó là máy bay ném bom đời thứ 5 của Hải quân Nhật
Tên kiểu
Giống như trên, chiếc D3Y thừa hưởng tên Kiểu 99 từ chiếc D3A. Ngoài ra, nó còn được đặt tên Myojo (明星 Minh Tinh) theo hệ thống đánh tên Hải quân Nhật sau năm 1943. Do phiên bản D3Y2 và D5Y không còn được coi là biến thể của dòng D3A, tên của nó được rút ngắn còn là Myojo. Cuối cùng, Chiếc D5Y có tên là Myojo Kai (改) thể hiện nó là biến thể của chiếc Myojo D3Y1 và D3Y2

## Biến thể
D3Y1-K Myojo (Máy bay ném bom huấn luyện hải quân Kiểu 99 Myojo Mẫu 22)
Là loại máy bay huấn luyện ném bom bổ nhào bằng gỗ, hai chỗ ngồi. Giống như chiếc D3A2-K mà nó được dựa trên, Dòng D3Y1-K sử động cơ bố trí hình tròn Mitsubishi Kinsei 54 cùng với nhiều thay đổi khác do sử dụng gỗ làm vật liệu chủ lực. Hai máy bay thử nghiệm và ba máy bay sản xuất đại trà được hoàn thành.
D3Y2-K Myojo
Phiên bản tấn công cảm tử một chỗ ngồi. Phần gầm bánh xe được thiết kế để thả rơi sau khi cất cánh vì máy bay dự kiến là không trờ về sống sót. Một bản thử nghiệm đang được đóng khi chiến tranh kết thúc nên chưa được hoàn thành.
D5Y1 Myojo Kai (Máy bay tấn công đặc biệt hải quân Myojo Kai)
Tên của phiên bản sản xuất đại trà của dòng D3Y2-K

## Quốc gia sử dụng
Nhật Bản
- Không lực Hải quân Đế quốc Nhật Bản

## Tính năng kỹ chiến thuật (D3Y1-K)
Dữ liệu lấy từ Japanese Aircraft of the Pacific War
Đặc điểm tổng quát
- Kíp lái: 2
- Chiều dài: 11.215 m (36 ft 9½ in)
- Sải cánh: 14.00 m (45 ft 11⅛ in)
- Chiều cao: 4.185 m (13 ft 8¾ in)
- Diện tích cánh: 32.8 m2 (353 ft2)
- Trọng lượng rỗng: 3.200 kg (7.055 lb)
- Trọng lượng có tải: 4.200 kg (9.259 lb)
- Powerplant: 1 × Mitsubishi Kinsei 54, 970 kW (1.300 hp) mỗi chiếc

Hiệu suất bay
- Vận tốc cực đại: 451 km/h (280 mph)
- Vận tốc hành trình: 296 km/h (184 mph)